# Acme Sierra S-1
Le monoplace de course Acme Sierra S-1 fut dessiné par Ronald Beattie et Walter Fellers, avec une conception inhabituelle. C'était un monoplan à aile médiane cantilever et train classique fixe, dont le moteur était monté derrière le pilote, entrainant une hélice propulsive installée derrière un empennage en Y. La branche inférieure du Y, située sous le fuselage, recevait à la base la roulette de queue. Construit par Acme Aircraft Co et baptisé ‘Sierra Racer’, le [N12K] n’a jamais été engagé en course. Connu comme Beattie-Fellers S-1 dans les années 1960, il est aujourd’hui conservé et exposé au Musée des Sciences de Los Angeles.

## Démonstrateur technologique Northrop
L'Acme Sierra S-1 fut longuement testé au Edwards FTC, utilisé par Sierradyne pour tester et faire la promotion des systèmes de contrôle de couche limite du Dr Werner Pfenninger, en collaboration avec la firme Northrop. En effet, dans le cadre du programme AX, et bien que n’appartenant pas à Northrop, le [N12K] était présenté comme le démonstrateur technologique d’un avion d’appui tactique turbopropulsé. Northrop estimait qu’une hélice arrière limitait les problèmes de compensation de couple d’hélice, classiques sur un avion à hélice avant. Finalement l’USAF préféra des avions à réaction pour le programme AX, et le Northrop A-9 fut largement battu par le Fairchild-Hiller A-10.